# Архив на Желю Желев
Вижте пояснителната страница за други значения на Желю Желев.
Личният архив на Желю Желев се съхранява във фонд 1512 в Централен държавен архив. Той се състои от 1679 архивни единици в 1 инвентарен опис от периода 1932 – 2015 г. Освен на български език има и документи на албански, английски, арабски, гръцки, есперанто, испански, италиански, китайски, корейски, немски, полски, португалски, руски, словашки, сърбохърватски, турски, украински, унгарски, френски, чешки и японски език. В по-голямата си част те са оригинали, но има и копия, чернови и печатни произведения. Документите са запазени в добро физическо състояние и са в обем на 10 линейни метра.

## История
Документите от архива на Желю Желев постъпват в Централен държавен архив след смъртта му през 2015 г. Те са дарени от дъщеря му Станка Желева Желева. Съгласно изискванията за подредба на архивните фондове от личен произход са обособени осем отделни раздела.

### Раздел І
В този раздел са включени автобиографичните, биографичните, личните и имуществените документи и тези за фондообразувателя. Поздравителните адреси до Желю Желев, дипломите и грамотите в този раздел са обединени по различни поводи като удостояването му с почетни титли и звания, отбелязване на негови юбилейни годишнини, националния празник на България – 3 март и др.

### Раздел ІІ
Обхваща творческите произведения на Желю Желев. Умишлено създаваните трудности по отпечатването и разпространението на монографичното изследване „Фашизмът“, с което придобива известност както в България, така и извън страната. Научно изследване (печатен завършен вариант), работните разновидности в копия, чернови, бележките на автора по него, спомени за произведението, рецензии, отзиви и др. Специален подраздел в раздела за творческата дейност е отделен за рецензиите и отзивите от и за автора. Студиите и статиите по отделни теми, несвързани с конкретно монографичното изследване.

### Раздел ІІІ
Служебната дейност на Желю Желев е отразена чрез проследяване на аспирантските му години в Софийския университет „Св. Климент Охридски“, работата му като социолог в Комитета за култура и дейността му като президент на Република България. Интервютата на Желю Желев (преди, по време и след президентския му период) са подредени тематично като същевременно е спазван и хронологичният принцип. Президентската кореспонденция е по азбучен ред с лица и по хронология – с институциите. При илюстрованите и визитните картички, адресирани до президента, освен към тематичния (конкретен) повод (напр. национални и църковни празници) и хронологията, е взета под внимание и значимостта на отделните податели – чужди държавни глави, посланици, български политици, политически партии, министерства, учреждения и други институции. В този раздел са съотнесени и обръщенията, словата и приветствията на президента към нацията, докато други изявления, отправяни по различни поводи са намерили място в подразделите, които имат отношение към творческата и обществено-политическата дейност на Желю Желев.

### Раздел ІV
В този раздел са систематизирани документите от обществено-политическата работа на Желю Желев като се започне с дисидентските му прояви в КПГПБ. Към дейността на Клуба е причислена и Федерацията на клубовете за демокрация до момента, когато федерацията се обявява за партия „Либерали“. Към подраздела за дейността на Желю Желев като председател на НКС на СДС са представени и документите на някои от организациите, които са негови учредители. Те са: профсъюзът „Подкрепа“ Екогласност, Федерацията на независимите студентски дружества в България, БРСДП (о), Демократическата партия, Българският демократичен форум, Зелената партия, БЗНС – Никола Петков, Демократичен фронт, Независимото дружество за защита правата на човека. Следват документите, които оформят другите измерения на обществената активност на Желю Желев чрез фондация „Д-р Желю Желев“, ЛДА – ПС, ЛДС (като техен почетен председател) и БПК.

### Раздел V
Личната кореспонденция на Желю Желев е по азбучен ред на фамилно име на подателите, но въпреки това писмата, телеграмите, илюстрованите и визитните картички, отнасящи се до една и съща или по сходна тема (избирането му за председател (президент) на Република България, поздравления за лични, коледни, новогодишни, църковни, национални празници и пр.) са събрани в една архивна единица. Документите от неустановени адресати и тези, които са без дата, отново са в отделни архивни единици. Поканите също са класирани по хронология и по теми (участие в дискусионни форуми, беседи, конгреси, симпозиуми, конференции, представяне на книги, изнасяне на лекции, присъствие на събрания, организиране на срещи, приеми, официални вечери, юбилейни и исторически чествания, тържества и др.).

### Раздел VІ и VІІ
Документите в тези раздели са включени в архивни единици подредени по хронология.

### Раздел VІІІ
Накрая са групирани документите на други лица. За близките на фондообразувателя (родители, деца) е приложена типовата класификационна схема за личен фонд, а за останалите – хронологичният принцип.